# Maierhof (Weiden in der Oberpfalz)
Maierhof ist ein Weiler und ein Gemeindeteil von Weiden in der Oberpfalz.

## Geografie
Der Ort Maierhof liegt in Weidener Stadtteil Rothenstadt. Von der Innenstadt von Weiden ist Maierhof etwa vier Kilometer entfernt.

### Landesplanung
Der Ort befindet sich in der Planungsregion Oberpfalz-Nord (6). Er ist Ortsteil von deren Oberzentrum Weiden.

### Entfernung zu Städten
| Bayreuth (50 Kilometer) | Hof (75 Kilometer)                          | Cheb (Eger) Tschechien (50 Kilometer) |
| Nürnberg (80 Kilometer) | Kompassrose, die auf Nachbargemeinden zeigt | Pilsen (Tschechien) (90 Kilometer)    |
| Amberg (30 Kilometer)   | Regensburg (70 Kilometer)                   | Cham (Oberpfalz) (60 Kilometer)       |

## Geschichte
Der Ort Maierhof wurde im Jahr 1481 erstmals als „Mayerhof“ genannt. Der Name leitet sich von Maier ab, was früher Pächter oder Bewirtschafter hieß.
Im Jahre 1867 gehört der Weiler zur Gemeinde Mallersricht, mit den Dörfern Mallersricht und Trippach. Zu dieser Zeit waren die drei Orte zur protestantischen Pfarrgemeinde Neuenkirchen zugehörig.
Im Jahre 1970 zählte der Ort zu Rothenstadt und wurde am 1. Juli 1972 nach Weiden eingemeindet.
Der heutige Modellflugplatz war von 1936/1937 als die Nationalsozialisten einen militärischen Feldflugplatz errichten bis 1945 ein richtiger Flugplatz für Militärmaschinen. 1955 durften dort Segelflieger fliegen. Doch 1956 löste das US-Militär den Flugplatz vollständig auf.

### Einwohnerentwicklung 1877 bis 1987
| Jahr | Einwohner | Wohngebäude | Wohnungen | Gebäude | Pferde | Rinder |
| ---- | --------- | ----------- | --------- | ------- | ------ | ------ |
| 1877 | 41        |             |           | 24      | 3      | 70     |
| 1888 | 40        | 5           |           |         |        |        |
| 1904 | 34        | 7           |           |         |        |        |
| 1928 | 42        | 5           |           |         |        |        |
| 1950 | 133       | 8           |           |         |        |        |
| 1964 | 47        |             |           |         |        |        |
| 1970 | 42        |             |           |         |        |        |
| 1978 | 42        |             |           |         |        |        |
| 1987 | 24        | 4           | 8         |         |        |        |

## Verkehr

### Straßenverkehr
- Staatsstraße 2238 St 2238  :
  - Nach Weiden ; sowie ;
  - Nach Etzenricht, Hischau, Amberg
- Straße nach Rothenstadt
- Straße nach Mallersricht, Neunkirchen,

### ÖPNV

#### Busverkehr
Die Bushaltestelle Maierhof Staatsstraße bietet folgende Verbindungen:
- Buslinie 30
  - Verbindung mit Weiden Bahnhof(8 Minuten); Weiden neues Rathaus(10 Minuten) 10 mal täglich
  - Verbindung mit Etzenricht(5 Minuten); Kohlberg (17 Minuten)

10 mal täglich

#### Bahnverkehr
Maierhof selbst besitzt keinen Bahnhof. Bis zum Bahnhof von Weiden, dem zentralen Knotenpunkt der Nordoberpfalz sind es 3, 3 Kilometer. Von diesem gibt es Verbindungen nach Hof, Neustadt, Regensburg, Nürnberg und Bayreuth. Zu den Bahnhöfen von Oberwildenau und Weiherhammer sind es etwa 5 Kilometer.

## Tourismus
Der Ort Maierhof hat zwei Ferienwohnungen auf denen man Urlaub machen kann. Eine davon ist vom Deutschen Tourismusverband mit 4 Sternen ausgezeichnet worden. Beide bieten Urlaub am Bauernhof an.

## Aufbau des Ortes

### Norden

#### Staatsstraße 2238
Die nördliche Grenze des Ortes bietet die Staatsstraße 2238. Dort mündet die Dorfstraße in die Staatsstraße ein. Hier befindet sich die Bushaltestelle Maierhof Staatsstraße auf beiden Seiten der Straße. Die hier einmündende Dorfstraße ist sehr schmal und von Bäumen gesäumt.

#### Hausnummer 4
Das Anwesen mit der Hausnummer 4 ist ein großer Bauernhof. Dieses Anwesen erstreckt sich auf eine Fläche von 2, 5 Hektar, was ungefähr 40 % der Gesamtfläche von Maierhof entspricht. Im Wohngebäude befinden sich zwei Ferienwohnungen. Hinder dem Wohnhaus befindet sich ein großer geschlossener Stall sowie weitere Scheunen. Neben den Photovoltaikanlagen produziert dieser Bauernhof mit einer großen Biogasanlage Strom.

### Süden

#### Dorfmitte
In der Dorfmitte von Maierhof befinden sich zwei 1500 und 750 Quadratmeter große Dorfweiher. Östlich der Weiher stehen ein Stromverteilerhaus und ein Einfamilienhaus mit der Hausnummer 5. Östlich der Dorfweiher befindet sich ein Bauernhof mit der Hausnummer 3 auf etwa 8000 Quadratmetern. Neben diesem Bauernhof befindet sich ein relativ neues Einfamilienhaus mit der Hausnummer 6. Ebenfalls neben der Hausnummer 3 befindet sich auf etwas mehr als 4000 Quadratmetern das Bauernhof Anwesen mit der Hausnummer 2. Beide Bauernhöfe sind alte Dreiseithöfe.

#### Südosten
Im Südosten von Maierhof befinden sich die Hausnummern 1 und 1a. Ein großes Areal bietet der Bauernhof mit dem Anwesen der Hausnummer 1 mit einer Fläche von 1,3 Hektar. Die Hausnummer 1a ist ein recht neues Einfamilienhaus auf dem Areal der Hausnummer 1. Von hier aus geht eine Straße nach Rothenstadt; sowie eine Straße nach Mallersricht.